# ロッカカザーレ
ロッカカザーレ（イタリア語: Roccacasale）は、イタリア共和国アブルッツォ州ラクイラ県にある、人口約700人の基礎自治体（コムーネ）。

## 地理

### 位置・広がり

#### 隣接コムーネ
隣接するコムーネは以下の通り。括弧内のPEはペスカーラ県所属を示す。
- コルフィーニオ
- プラートラ・ペリーニャ
- サッレ (PE)